# Презіденті-Танкредо-Невіс
Презіденті-Танкредо-Невіс (порт. Presidente Tancredo Neves) — муніципалітет в Бразилії, входить до складу штату Баїя. Є складовою частиною мезорегіону Південь штату Баїя. Входить до економічно-статистичного мікрорегіону Валенса. Населення становить 20 038 чоловік (станом на 2006 рік). Займає площу 414,912 км².
День міста — 24 лютого.